# Hogna albemarlensis
Hogna albemarlensis este o specie de păianjeni din genul Hogna, familia Lycosidae. A fost descrisă pentru prima dată de Banks în anul 1902. Conform Catalogue of Life specia Hogna albemarlensis nu are subspecii cunoscute.